# Нагрудный знак наблюдателя
Квалификационный нагрудный знак Люфтваффе «Наблюдатель» (нем. Beobachterabzeichen) был учрежден 19 января 1935 года рейхсминистром Люфтфаффе рейхсмаршалом Германом Вильгельмом Герингом. Знаком награждались экипажи самолетов Люфтваффе осуществлявшие разведывательно-оперативную деятельность в наблюдении, корректировки огня, аэрофотосъемке (Фокке-Вульф Fw 189 известный на Советско-Немецком фронте периода II Мировой войны как «Рама»), навигации, прицеливании и сбросом бомб, и состоявшие на должностях наблюдателей, штурманов и штурманов-бомбардиров за два месяца квалификационной службы или пять оперативных вылетов. К 31 июля 1944 года эти требования выросли до 1 года. Кроме того, квалификационные требования могли быть сокращены в случае ранения в учебном или боевом полете. После успешного прохождения лётных курсов обладатель квалификационного нагрудного знака «Наблюдатель» мог претендовать на квалификационный знак Люфтваффе «Пилот-наблюдатель».

## Описание квалификационного знака, вручение и правило ношения
Знак имеет овальную форму с венком из дубовых и лавровых листьев (символ победителей) и парящим орлом держащего в когтях свастику. Крепление к одежде осуществлялось с помощью булавки вертикального зажима. В начале выпуск награды осуществлялся из «никелевого серебра» (нейзильбера), под конец II Мировой войны, в связи, с нехваткой и экономией ресурсов стал выпускаться из цинка и его сплавов. Маркировка знака осуществлялась с тыльной стороны награды, обычно это были берлинские фирмы Карла Эриха Юнкера и Пауля Мейбаура, а также и другие. Квалификационный знак носился на левой стороне парадного мундира или повседневной униформы. Вручался знак в коробке или в конверте, в торжественной обстановке с вручением документов, а также записям к ним в книжке военнослужащего.

## Современное состояние награды
В соответствие с законом Федеративной Республики Германия о положение наград 3 Рейха, в частности его орденов и медалей, а также их названия, выпуска 1933—1945 гг. от 26 июля 1957 г. квалификационный нагрудный знак Люфтваффе «Наблюдатель» производился в денацифицированной версии без свастики.